# Гордана Суша
Гордана Суша (Београд, 2. фебруар 1946 — Београд, 22. јун 2021) била је југословенска и српска новинарка. Била је колумнисткиња дневних листова Блиц и Данас, председница Независног удружења новинара Србије 1999–2002. и 2010–2015. чланица Савета РРА (Републичке радиодифузне агенције, данас РЕМ – Регулаторно тело за електронске медије).

## Рани живот и образовање
Рођена је у Београду од оца Живорада Шиље Михаиловића из Крушевца, писца и новинара, и мајке Радојке Катић из Солина код Сплита, судије Уставног суда и члана СИВ-а, некадашње југословенске савезне владе. Пошто је део детињства провела у Солину и  Загребу, преселила се у Београд, где је завршила Пету београдску гимназију пре него што је уписала и дипломирала новинарство на Факултету политичких наука Универзитета у Београду.

## Новинарска каријера

### Радио-телевизија Београд
Упоредо са студијама, радила је хонорарно на Другом програму Радио Београда, где је водила дневни уметнички програм Ко се дури у култури.
Године 1971. Суша се запослила у редакцији вести Радио Београда, најпре као репортерка, затим коментатор и на крају уредница.
После скоро деценије на радију, 1978. године прелази на телевизију и добија посао у информативној редакцији ТВ Београд. У наредних тринаест година једна од препознатљивијих личности државне телевизије, пратећи као скупштински извештач савезну политику Југославије, и повремено уређујући Дневник 2 у 19.30, уз главног водитеља Горана Милића, и појављујући се у недељнику политичког магазина ЗиП .
Са распадом СФР Југославије, у процесу прекомпоновања државних политика њених дотадашњих чланица-република, што је утицало на државне медије у целој земљи, Суша је у мају 1991. дала отказ на РТБ-у, незадовољна уредничком оријентацијом под генералним директором Душаном Митевићем, који је некритички подржавао председника СР Србије Слободана Милошевића и његову владајућу Социјалистичку партију Србије.

### Yutel
Одмах по одласку из РТБ-а, Суша се придружила новонасталом Yutelu, телевизијском каналу који је финансијски подржавало Савезно извршно веће (СИВ) под председништвом Анте Марковића. Због посла се преселила у Сарајево где је било седиште Yutela. У време њеног доласка Yutel је био у етру већ осам месеци са Гораном Милићем, популарном личношћу бившег РТБ-а, заштитним лицем пројекта и главним уредником Yutela. Међу осталим новинарима који су се ангажовали у Yutelu били су Зекеријах „Зека“ Смајић, Џевад Сабљаковић, Велибор Човић, Ивица Пуљић, Александар Саша Млач и други познати новинари са свих југословенских простора.
Пратећи убрзано погоршавање безбедносне ситуације у СФР Југославији 1991, Yutel је са лица места извештавао о инциденту у Боровом Селу почетком маја, сплитском протесту, неколико дана касније и o Десетодневном рату у СР Словенији крајем јуна и почетком јула 1991, као и о масакру у Даљу касније током лета. Није требало дуго да се појаве разлике у мишљењима међу етнички разноликим члановима редакције Yutela у погледу угла, тона и контекста различитих извештаја који се нуде гледаоцима, и шире, у оквиру вести о природи и околностима одвијања насилних догађаја и распиривања рата. Суша је увидела да оно што је сматрала почетним „симетричним“ приступом главног уредника Милића када је у питању извештавање о догађајима, односно представљање сукобљених страна (тј. република, тј. народа), постепено уступа место нагињању извештавања у корист хрватске ствари. Поред забринутости око уређивачке равнотеже, Суша је додатно изразила своје незадовољство због тога што су поједини уредници и репортери Yutela „напустили професионалне стандарде“, одустали од неутралности и постали отворено пристрасни.

### Борба
Након што је Yutel престао да се емитује, јер је у Сарајеву дошло до ескалације ратних сукоба и опсаде Сарајева, Суша се вратила у Београд и крајем 1992. придружила се Борби, државном дневном листу који је  успео да одржи одређени степен независности под главним уредником Мањом Вукотићем.
Године 1993. покренула је са редитељем и продуцентом Миодрагом Пејићем продукцијску кућу ВИН (Видео недељник) која је производила истоимени недељни телевизијски магазин са политичким и културним актуелностима. Магазин се током година емитовао на различитим ТВ станицама, укључујући Студио Б, БКТВ, ТВ Пинк, Б92, као и на ТВ каналима у Чачку, Крагујевцу, Нишу и још неколико десетина градова у Србији.

### НУНС
Ускоро напушта прорежимско Удружење новинара Србије и 1994. са групом угледних новинара и публициста (Предраг Милојевић, Хари Штајнер, Драган Никитовић, Милан Влајчић, Александар Тимофејев, Верица Рупар, Димитрије Боаров, Офелија Бацковић, Цвијетин Миливојевић, Исидора Секулић, Оливија Русовац, Душан Машић, Славољуб Ђукић, Надежда Гаће, Александар Ненадовић и други) оснива Независно удружење новинара Србије – НУНС, за чију је председницу изабрана у децембру 1999. године.

### Наша борба
Пошто је Влада Србије одузела Борби уређивачку независност, већина запослених је покренула своје новине под називом Наша борба. Суша се придружила групи и писала за новине све док их влада није забранила у октобру 1998. изрицањем драконске казне на основу тадашњег контроверзног закона о информацијама.

### ВИНиПрес претрес
У сатима после свргавања Слободана Милошевића 5. октобра 2000. у Србији, Суша је накратко била задужена за уређивање емисија РТС-а и током целе 2001. била у конкуренцији за највиша уредничка места. Како до ангажмана није дошло, наставила је са сопственом телевизијском продукцијом, емитујући и даље недељни телевизијски магазин VIN и водећи политички ток-шоу Press pretres.

### Краткотрајан повратак на РТС
Суша је почетком маја 2004. године изабрана за главног уредника информативног програма Радио-телевизије Србије (РТС), на предлог генералног директора Александра Тијанића. Именовање је означило њен повратак на државну ТВ станицу после 13 година. У новембру 2004, шест месеци по именовању, дала је оставку и напустила РТС.

### БлициДанас
Суша је почетком 2011. године ангажована као колумниста у дневном листу Блиц, до октобра 2012, а затим колумниста за дневни лист Данас.
За свој новинарски рад добила је награду „Светозар Марковић“ 1984. године.
Преминула је 22. јуна 2021. године у свом дому у Београду у 75. години, након кратке и тешке болести.